# Lorenzino van Marostica
De zalige Lorenzino van Marostica (Valrovina, rond 1480 – aldaar, 5 april 1485) is een kindmartelaar van de Rooms-Katholieke Kerk.

## Legende
Lorenzino werd geboren als zoon van een Italiaanse militair, die aanvankelijk het vaderschap betwistte. Na de huwelijksnacht was de militair opgeroepen om ten strijde te trekken en pas na negen maanden teruggekeerd om daar zijn vrouw met een 10 dagen oud kind aan te treffen. Omdat hij overspel vermoedde, dreigde hij zijn vrouw met een zwaard om te brengen, waarop –na aanroeping van de Maagd Maria- de baby Lorenzino het zwaard van zijn vader zou hebben gepakt met de woorden: “Stop, vader, want ik ben uw zoon.”
Op Goede Vrijdag in 1485 zou Lorenzino door een groep Joden om het leven zijn gebracht door hem aan een boom te nagelen om vervolgens zijn bloed af te tappen.
Een relikwie van Lorenzino (rechterarm) bevindt zich in de Sant’Ambrogio kerk te Valrovina. Op 5 september 1867 werd de jongen door paus Pius IX zalig verklaard.

## Achtergrond
De legende van Lorenzino is slechts een van de vele verhalen over kindmartelaren, die slachtoffers zouden zijn van rituele moorden door Joden en daardoor zalig, dan wel heilig verklaard werden. De cultus rondom Lorenzino in zijn geboorteplaats werd door paus Pius IX aangegrepen om de in zijn ogen onbetrouwbare houding van het Joodse volk te onderstrepen: Pius was van mening dat de Joden erop uit waren de positie van de Rooms-Katholieke Kerk te ondermijnen.
Door het antisemitische karakter van deze legendes werden op gezag van latere pausen de vereringen van deze kinderen opgeheven, hoewel deze op lokaal niveau nog wel gehandhaafd bleven.